# Louis Davyl
Louis Davyl ou Louis Poupart-Davyl, né le 31 janvier 1835 à Ancenis et mort le 16 août 1890 à Paris, est un écrivain et imprimeur français.

## Biographie
D'abord imprimeur, il produit les éditions originales de Cinq semaines en ballon, Voyage au centre de la Terre, De la Terre à la Lune et Les Enfants du capitaine Grant de Jules Verne pour Hetzel avant de se consacrer à partir de 1869 entièrement à la littérature. 
Un des quatre témoins de mariage le 30 mai 1881 d'Adolphe Dennery, avec Félix Duquesnel, Achille Debacker et Jules Verne, il collabore avec Dennery à plusieurs pièces de théâtre. Il écrit aussi dans Le Figaro sous le pseudonyme de Pierre Quiroul.
Louis Poupart d’Avyl est inhumé au cimetière de Bois-le-Roi, où une rue porte son nom.

## Œuvres
- 1873 : Le Gascon, drame en 5 actes et 9 tableaux, avec Théodore Barrière, Théâtre de la Gaîté
- 1874 : La Maîtresse légitime, comédie en 4 actes, Théâtre de l'Odéon
- 1876 : Coq-Hardy, drame en 7 tableaux dont 1 prologue, Théâtre de la Porte-Saint-Martin
- 1876 : La Comtesse de Levins, drame en 5 actes, avec Adolphe Dennery, Théâtre-Historique
- 1878 : Monsieur Chéribois, comédie en 3 acte, Théâtre de l'Odéon
- 1878 : Les Abandonnés, drame en 5 actes et 6 tableaux, Théâtre de l'Ambigu-Comique
- 1882 : Galante aventure, opéra-comique en 3 actes, avec Armand Silvestre, musique d'Ernest Guiraud, Théâtre de l'Opéra-Comique
- 1884 : Le Dernier des Fontbriand, roman, 2 vol, Dentu
- 1885 : Zélie Clairon, roman, P. Ollendorff
- 1886 : Honneur me tient..., 2 vol, Dentu
- 1887 : Les Amants ennemis, Dentu